# Egylevelű fodorkafenyő

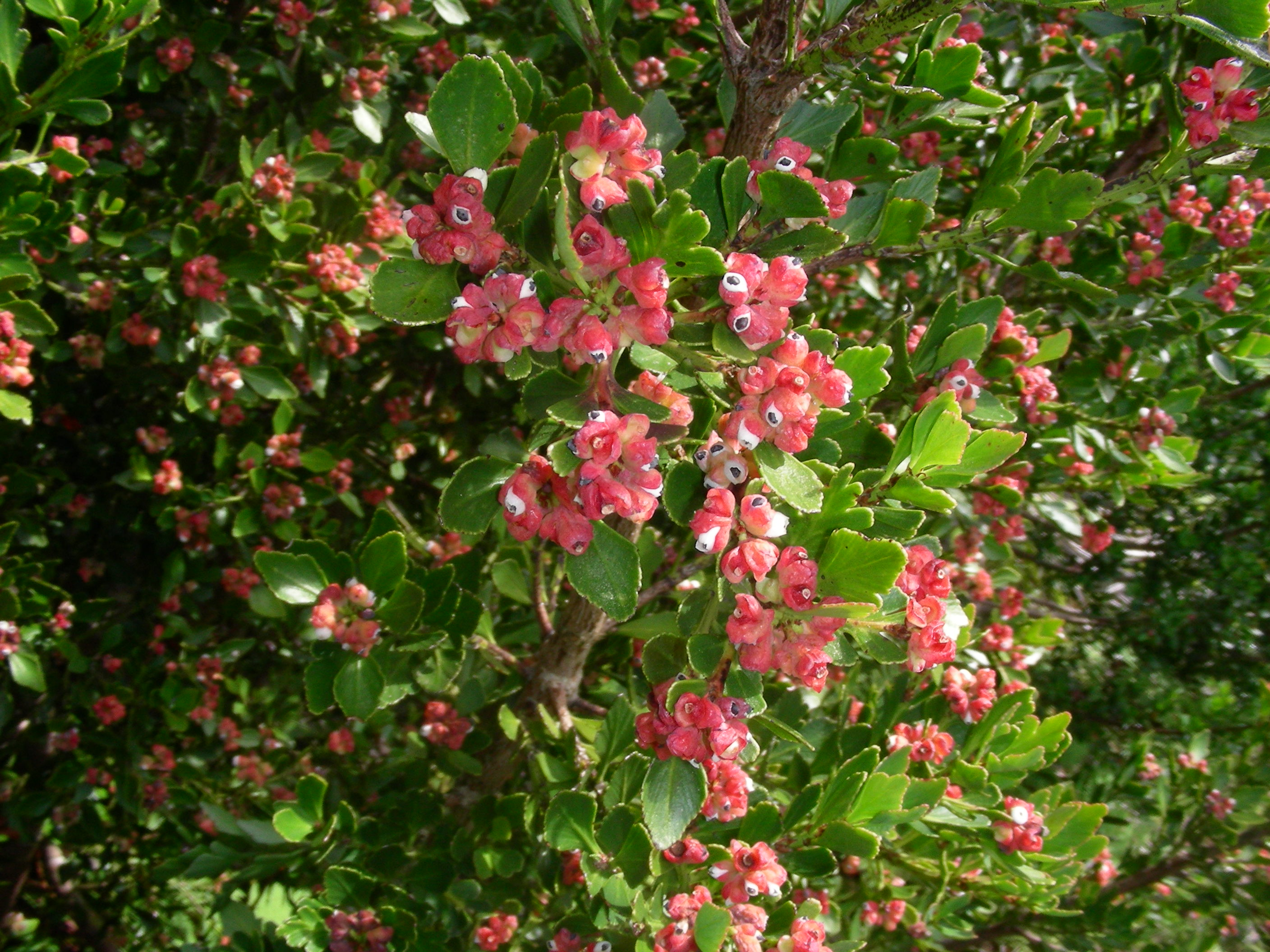
Bogyószerű tobozai

A Tasmaniában élő egylevelű fodorkafenyő (Phyllocladus aspleniifolius) a tűlevelűek (Pinopsida) osztályának fenyőalakúak (Pinales) rendjében a kőtiszafafélék (Podocarpaceae) családjába sorolt fodorkafenyő (Phyllocladus) nemzetség típusfaja. Több szerző e faj alfajának tekinti az Új-Zélandon élő hegyi fodorkafenyőt (Phyllocladus alpinus).

## Származása, elterjedése
Nyugat-Tasmánia áthatolhatatlan sűrűségeiben a magköpenyciprusos (Lagarostrobos franklinii), illetve eukaliptuszos folyóvölgyektől a tasmánfenyves (Athrotaxis) őserdőkig és az örökzöld-lombhullató délbükk (Nothofagus) erdein át a felső fahatárig csaknem mindenütt közönséges.
Kelet-Tamániában csak néhány védett erdőfolton maradt fenn.

## Megjelenése, felépítése
Nagyra (20 m-ig) növő, ritkás ágrendszerű fa. Hajtáslevelei zöldek. A tengerszinthez közel (7–50 m) törzse a gyantahólyagoktól eltekintve sima, szürke. Feljebb (1100 m-ig) a külső kéreg sűrűn pikkelyes. 3–8 cm hosszú hajtáslevelei deltoid alakúak, szélük változatos. 
A 3–4 mm-es magok (főleg a levélhajtások nyélszerű részén) rövid tengelyű hajtástobozokban, duzzadt fellevelező pikkelyek hónaljában fejlődnek. Az érett magvakat részben körülfogja a magrügyalapból fejlődő húsos magköpeny (arillus).

## Életmódja, termőhelye
Változóan két- vagy egylaki. 